# Hoàng hậu Ki (phim truyền hình)
Hoàng hậu Ki (Hangul: 기황후, Hanja: 奇皇后 (Kỳ Hoàng Hậu), Romaja: Gi Hwang-hu, nhan đề tiếng Anh: Empress Ki) là bộ phim truyền hình dã sử Hàn Quốc được sản xuất năm 2013, bao gồm 50 tập, phát sóng trên kênh MBC từ ngày 28/10/2013 với sự tham gia của các diễn viên Ha Ji-won, Joo Jin Mo, Ji Chang-wook và Baek Jin Hee thủ vai chính. Năm 2014, bộ phim được Đài Truyền hình Việt Nam mua bản quyền phát sóng trên VTV3. Năm 2022, bộ phim được Đài Phát thanh - Truyền hình Hà Nội mua bản quyền phát sóng trên kênh 1 lúc 19h50 từ 28/05/2022 
Bộ phim khai thác các khía cạnh về cuộc đời và tình yêu có kèm theo vài chi tiết hư cấu của Hoàng hậu Ki - nhân vật lịch sử người Cao Ly cuối đời nhà Nguyên. Lịch sử thế giới gọi Hoàng hậu bằng danh hiệu tiếng Mông Cổ: Solongo Öljei Khutugh (phiên âm Hán-Việt: Túc Lương Hợp Hoàn Giả Hốt Đô). Bà nổi tiếng là thê tử được sủng ái nhất và là một trong những Hoàng hậu của Nguyên Huệ Tông, Hoàng đế cuối cùng nhà Nguyên. Bà còn là sinh mẫu của Nguyên Chiêu Tông, Hoàng đế thứ hai của Bắc Nguyên Mông Cổ.

## Cốt truyện
Yang Yi là một cô bé người Cao Ly trên đường cùng mẹ bị bắt làm cống nữ sang nhà Nguyên. Thế tử Cao Ly tên Wang Yoo vô cùng đau xót khi chứng kiến cảnh tượng những người dân của đất nước mình bị bắt sang nước khác làm nô dịch bèn lén thả họ đi vào nửa đêm. Không may thay, vụ việc bị đổ bể. Quân nhà Nguyên do Đường Kỳ Thế cầm đầu đuổi giết đám người bỏ trốn. Mẹ Yang Yi phải lấy thân mình đỡ mũi tên hộ cô giúp Yang Yi may mắn thoát chết. Trước khi chết, bà trao cho cô tín vật và gửi lời trăn trối muốn cô đi tìm người cha họ Ki của cô, Gi Cheol.
Yang yi lên đường đi tìm cha, vì sợ bị bắt lại làm cống nữ, cô cải trang làm nam nhân, sau đó được Thẩm Dương Vương tên Wang Go thu nạp. Nhưng trớ trêu thay, Wang Go chính là đầu sỏ bắt tuyển cống nữ sang nhà Nguyên. Từ đấy, Yang Yi / Ki Seung Nyang bắt đầu học võ rồi trở thành cao thủ nổi tiếng, sau đó lập bang Sói hoang (Ki Seung Nyang đồng âm với từ Sói hoang), một mặt vẫn giúp Wang Go buôn lậu muối lấy tiền chuộc các cống nữ bên nhà Nguyên vốn là người thân của các thành viên trong bang về nước, một mặt ngầm báo cho triều đình điều tra. Thế tử Wang Yoo nhận được mật báo bí danh của Ki Seung Nyang, bắt tay vào thu nạp các dũng tướng bên ngoài và tiến hành điều tra Wang Go cùng vây cánh của hắn. Ở đây, Ki Seung Nyang gặp lại Wang Yoo nhưng cả hai không thể nhận ra nhau. Ki Seung Nyang tiếp tục làm gián điệp hai mang và giúp Wang Yoo triệt hạ được sức mạnh của Wang Go và lên ngôi vua nước Cao Ly.
Sau khi giúp Thế tử xong, Ki Seung Nyang trở về bang thì bị lính triều đình bắt. Cô bị bắt đến hội phủ và bị đánh. Cảm động và đau xót khi nhìn những con dân vô tội vì đất nước lầm than mà đi theo con đường hắc đạo, vị tướng tên Gi Ja-o thả Ki Seung Nyang đi. Vô tình, Ki Seung Nyang lại phát hiện ra tướng quân họ Ki này chính là cha mình, cô tiếp tục giả nam để đầu quân cho ông và giúp đỡ ông trong công việc.
Hoàng thái đệ nhà Nguyên tên Thỏa Hoan Thiếp Mộc Nhi / Ta Hwan bị triều đình nhà Nguyên lưu đày sang Cao Ly. Tướng quân Gi Ja-oh được lệnh đi nghênh đón. Thực chất, nhà Nguyên muốn đày Ta Hwan sang Cao Ly nhằm hạ thủ Ta Hwan và đổ tội cho Cao Ly. Một Thị lang họ Trương báo cho Ta Hwan biết và mách anh giả vờ ốm hòng kéo dài thời gian để bỏ trốn. Nửa đêm, Ta Hwan sai một hoạn quan đóng giả mình nằm lên giường, sau đó lấy trang phục lính mặc vào và bỏ trốn. Không ngờ Ta Hwan bị Ki Seung Nyang phát hiện và bắt đi dọn phân ngựa. Được sự hỗ trợ của tướng quân Bá Nhan nhà Nguyên, quá đêm, đạo tặc xông vào trại giết chết tên hoạn quan mặc đồ Thái đệ rồi rút chạy. Bá Nhan vẫn đổ tội cho Cao Ly theo kế hoạch dù phát hiện ra Ta Hwan chưa chết. Ki Seung Nyang biết được điều này và tìm Ta Hwan về để cứu sinh mệnh đất nước. Ta Hwan trở về nguyên vẹn khiến kế hoạch của nhà Nguyên sụp đổ, Ki Seung Nyang gặp lại Wang Yoo. Wang Yoo lệnh cho Ki Seung Nyang theo bảo vệ Ta Hwan khi Ta Hwan chịu lưu đày ngoài đảo.
Sau này, thân phận nữ nhi của Ki Seung Nyang bị lộ, Ta Hwan có tình cảm với cô, đồng thời Wang Yoo cũng đem lòng yêu cô. Từ đây, một câu chuyện tình đầy đau khổ giữa Ki Seung Nyang, Ta Hwan và Wang Yoo bắt đầu...

## Diễn viên

### Diễn viên chính
- Ha Ji-won vai Hoàng hậu Ki / Ki Seung Nyang (奇承娘 - Kì Thừa Nương)
- Hyeon Seung-min vai Yang yi (Ki Seung Nyang thuở nhỏ)
- Joo Jin-mo vai Wang Yoo (王裕 - Vương Dụ) (nhân vật hư cấu dựa trên Cao Ly Trung Huệ Vương)
- An Do-gyu vai Wang Yoo (thuở nhỏ)
- Ji Chang-wook vai Nguyên Huệ Tông / Ta Hwan Cheob-mok-i (Bột Nhi Chỉ Cân Thỏa Hoan Thiết Mộc Nhĩ), hoàng đế nhà Nguyên
- Jin I-han vai Tal Tal (Thoát Thoát)
- Baek Jin-hee vai Hoàng hậu Tanasilli (Danashiri/Đáp Nạp Thất Lý), con gái của Thừa tướng Yeon-Chul

### Diễn viên phụ
- Kim Seo-hyung vai Hoàng Thái hậu Budashiri (Hoàng Thái hậu Bốc Đáp Thất Lý)
- Jeon Gook-hwan vai Thừa tướng Yeon-chul (Yên Tuấn)
- Kim Jung Hyun vai Tang Ki-se (Đường Kỳ Thế), con trai cả của Thừa tướng Yeon-Chul, anh cả của Hoàng hậu Tanasilli
- Cha Do-jin vai Ta La-hae (Tháp Tự Hải), con trai thứ của Thừa tướng Yeon-Chul, anh hai của Hoàng hậu Tanasilli
- Kim Young Ho vai Baek-ahn (Bá Nhan)
- Lee Jae-yong vai Wang Go (Vương Cao)
- Kim Myung-guk vai Jang Soon-yong (Trương Thuấn Long)
- Lee Won-jong vai Thái giám Dok-man (Đốc Vãn)
- Lee Moon-sik vai Bang Sin-woo (Phương Thân Hựu)
- Choi Moo-sung vai Park Bul-hwa (Phác Bất Hoa)
- Kwon Oh-jung vai Choi Moo-song (Thôi Võ Tòng)
- Yun A-jung vai Yeon-hwa (Nguyên Hoa)
- Yun Yong-hyun vai Jeom Bak-i (Tiểm Bác Y)
- Yoo In-young vai Yeon Bi-soo (Tuyên Mỹ Tú)
- Cha Kwang-soo vai Go Yong-bo (Cao Long Phu)
- Kwon Tae-won vai Chungsuk Wang (Trung Túc Vương)
- Shin Seung-hwan vai Kye Bo (Quế Phu)
- Kim Myung-soo vai Ki Ja-oh (Cơ Tả Ngao)
- Han Hye Rin vai phi tần Park Eo-Jin (Phác Thị)
- Lim Ju-eun vai Hoàng hậu Bayan Khutugh (Bá Nhan Hốt Đô)
- Kim Jin-sung vai Thái tử Makha, Byul (Ma Ha), con trai đầu lòng của Hoàng hậu Ki
- Kim Jin-woo vai Nguyên Chiêu Tông, thái tử của Ta Hwan và hoàng hậu Ki
- Choi Jung-won vai Wang Gi, Hoàng tử Gangneung, sau này là Vua Gongmin

## Liên kết
- Trang chủ
- Trang thông tin Lưu trữ ngày 4 tháng 12 năm 2013 tại Wayback Machine trên Daum